# کافی‌کان
کافی‌کان جشنواره ای برای علاقه مندان به قهوه است. این جشنواره به شهرهای بزرگ قهوه در ایالات متحده سفر می‌کند. کافی‌کان توسط نویسنده قهوه و تهیه‌کننده ویدیو، کوین سینوت، که کتاب هنر و صنعت قهوه را نوشته و یک ویدیوی آموزشی به نام اسرار دم کردن قهوه تولید کرد، ایجاد شد.